# Johan Magnus Lemchen
Johan Magnus Lemchen, född den 23 oktober 1811 i Annerstads socken, Kronobergs län, död den 16 augusti 1877 på Herrön i Ösmo församling, Stockholms län, var en svensk läkare. Han var bror till Åke och Jonas Peter Wilhelm Lemchen samt far till Lisen Lemchen.
Lemchen blev student vid Uppsala universitet 1830. Han avlade medicine kandidatexamen där 1835 och medicine licentiatexamen 1837. Lemchen promoverades till medicine doktor där med andra hedersrummet (ultimus) sistnämnda år och till kirurgie magister vid Karolinska institutet 1839. Han var underläkare vid Serafimerlasarettet i Stockholm 1837–1839, sjukhusläkare vid Allmänna garnisonssjukhuset där 1839–1842 och läkare vid Tullgarns slott 1842. Lemchen blev bataljonsläkare vid Svea artilleriregemente 1843, förste bataljonsläkare där 1852 och regementsläkare där samma år. Han blev riddare av Nordstjärneorden 1854.